# Johann Pregesbauer
Johann Pregesbauer, né le 8 juin 1958 à Vienne, est un footballeur international autrichien. Il évolue au poste de défenseur du milieu des années 1970 au milieu des années 1980.
Il fait toute sa carrière au Rapid Vienne avec qui il remporte deux titres de champion d'Autriche et trois coupes d'Autriche.
Il compte neuf sélections en équipe nationale et dispute la Coupe du monde de 1982.

## Biographie

### En club
Johann Pregesbauer réalise l'intégralité de sa carrière au Rapid Vienne. Il dispute avec cette équipe un total de 284 matchs en première division autrichienne, inscrivant 13 buts.
Il joue également 9 matchs en Coupe d'Europe des clubs champions, 11 matchs en Coupe de l'UEFA et 8 en Coupe des coupes. Il est quart de finaliste de la Coupe des clubs champions européens en 1984. Le Rapid Vienne atteint la finale de la Coupe des coupes en 1985, toutefois Pregesbauer ne dispute pas cette finale.
Pregesbauer remporte avec le Rapid Vienne, deux titres de champion d'Autriche, et termine sur le podium du championnat à de multiples reprises.

### En équipe nationale
Johann Pregesbauer joue 9 matchs en équipe d'Autriche (10 selon certaines sources), sans inscrire de but, entre 1980 et 1984.
Il reçoit sa première sélection en équipe nationale le 4 juin 1980, en amical contre la Hongrie (match nul 1-1 à Budapest). 
Il est retenu par les sélectionneurs Felix Latzke et Georg Schmidt afin de participer à la Coupe du monde de 1982 organisée en Espagne. Lors du mondial, il joue un match contre l'Irlande du Nord (match nul 1-1 au Stade Vicente Calderón de Madrid).
Il joue également un match comptant pour les tours préliminaires du mondial 1982, et deux rentrant dans le cadre des éliminatoires du mondial 1986.
Il dispute enfin un match rentrant dans le cadre des éliminatoires de l'Euro 1984.

## Statistiques
Le tableau ci-dessous retrace le parcours professionnel de Johann Pregesbauer :
| Saison                | Club                  | Championnat           | Championnat | Championnat | Coupe(s) nationale(s) | Coupe(s) nationale(s) | Supercoupe | Supercoupe | Compétition(s) continentale(s) | Compétition(s) continentale(s) | Compétition(s) continentale(s) | Autriche | Autriche | Total | Total |
| Saison                | Club                  | Division              | M.          | B.          | M.                    | B.                    | M.         | B.         | Comp.                          | M.                             | B.                             | M.       | B.       | M.    | B.    |
| 1974-1975             | Rapid Vienne          | 1                     | 1           | 0           | -                     | -                     | -          | -          | -                              | -                              | -                              | -        | -        | 1     | 0     |
| 1975-1976             | Rapid Vienne          | 1                     | 9           | 0           | 3                     | 1                     | -          | -          | -                              | -                              | -                              | -        | -        | 12    | 1     |
| 1976-1977             | Rapid Vienne          | 1                     | 23          | 0           | 2                     | 0                     | -          | -          | C2                             | 2                              | 0                              | -        | -        | 27    | 0     |
| 1977-1978             | Rapid Vienne          | 1                     | 26          | 0           | 2                     | 0                     | -          | -          | C3                             | 2                              | 0                              | -        | -        | 30    | 0     |
| 1978-1979             | Rapid Vienne          | 1                     | 34          | 0           | 4                     | 0                     | -          | -          | C3                             | 2                              | 0                              | -        | -        | 40    | 0     |
| 1979-1980             | Rapid Vienne          | 1                     | 34          | 4           | 1                     | 0                     | -          | -          | C3                             | 2                              | 0                              | 1        | 0        | 38    | 4     |
| 1980-1981             | Rapid Vienne          | 1                     | 35          | 4           | 3                     | 0                     | -          | -          | -                              | -                              | -                              | 1        | 0        | 39    | 4     |
| 1981-1982             | Rapid Vienne          | 1                     | 34          | 4           | 2                     | 0                     | -          | -          | C3                             | 5                              | 0                              | 2        | 0        | 43    | 4     |
| 1982-1983             | Rapid Vienne          | 1                     | 29          | 0           | 7                     | 2                     | -          | -          | C1                             | 3                              | 0                              | 1        | 0        | 40    | 2     |
| 1983-1984             | Rapid Vienne          | 1                     | 29          | 0           | 7                     | 0                     | -          | -          | C1                             | 6                              | 0                              | 2        | 0        | 44    | 0     |
| 1984-1985             | Rapid Vienne          | 1                     | 18          | 0           | 4                     | 0                     | -          | -          | C2                             | 4                              | 0                              | 2        | 0        | 28    | 0     |
| 1985-1986             | Rapid Vienne          | 1                     | 12          | 0           | 1                     | 0                     | -          | -          | C2                             | 2                              | 0                              | -        | -        | 15    | 0     |
| Total sur la carrière | Total sur la carrière | Total sur la carrière | 284         | 13          | 36                    | 3                     | -          | -          | -                              | 28                             | 0                              | 9        | 0        | 357   | 16    |

## Palmarès
Johann Pregesbauer remporte avec le Rapid Vienne le titre de champion d'Autriche à deux reprises en 1982 et 1983. Il termine vice-champion en 1977, 1978, 1984, 1985 et 1986. Il ne dispute pas la finale de la Coupe d'Europe des vainqueurs de coupe en 1985. 
Il gagne également avec le club autrichien la Coupe d'Autriche en 1976, 1983 et 1984. Il ne dispute pas la finale de la compétition en 1985.